# گریسن
گریسن (به اسپانیایی: Grisén) یک دهستان در اسپانیا است که در استان ساراگوسا واقع شده‌است. گریسن ۴٫۷۵ کیلومتر مربع مساحت و ۴۷۷ نفر جمعیت دارد.